# Journal of Egyptian Archaeology
Journal of Egyptian Archaeology (Журнал египетской археологии) — ведущий международный ежегодный рецензируемый научный журнал в области египтологии и археологии, основан в 1914 году.
Журнал публикует научные статьи, краткие сообщения, отчёты о полевых работах и обзоры египтологических книг. Выпускается два раза в год, в конце лета и в конце зимы. Статьи публикуются, главным образом, на английском языке, а также печатаются на немецком и французском языках.
В настоящее время председателем редакционной коллегии является Марк Кольер, главным редактором — немецкий египтолог и археолог, профессор Бирмингемского университета Мартин Боммаш.